# Buthus elongatus
Espèce
Buthus elongatus est une espèce de scorpions de la famille des Buthidae.

## Distribution
Cette espèce est endémique d'Andalousie en Espagne. Elle se rencontre à Marbella dans la Sierra Blanca et à Casarabonela dans la Sierra de las Nieves.

## Description
Le mâle holotype mesure 68,8 mm et la femelle paratype 75,2 mm.
Les mâles mesurent de 48 à 69 mm et les femelles de 69 à 83 mm.

## Publication originale
- Rossi, 2012 : « Notes on the distribution of the species of the genus Buthus (Leach, 1815) (Scorpiones, Buthidae) in Europe, with a description of a new species from Spain. » Bulletin of the British Arachnological Society, vol. 15, no 8, p. 273–279 (texte intégral).